# Eden Project

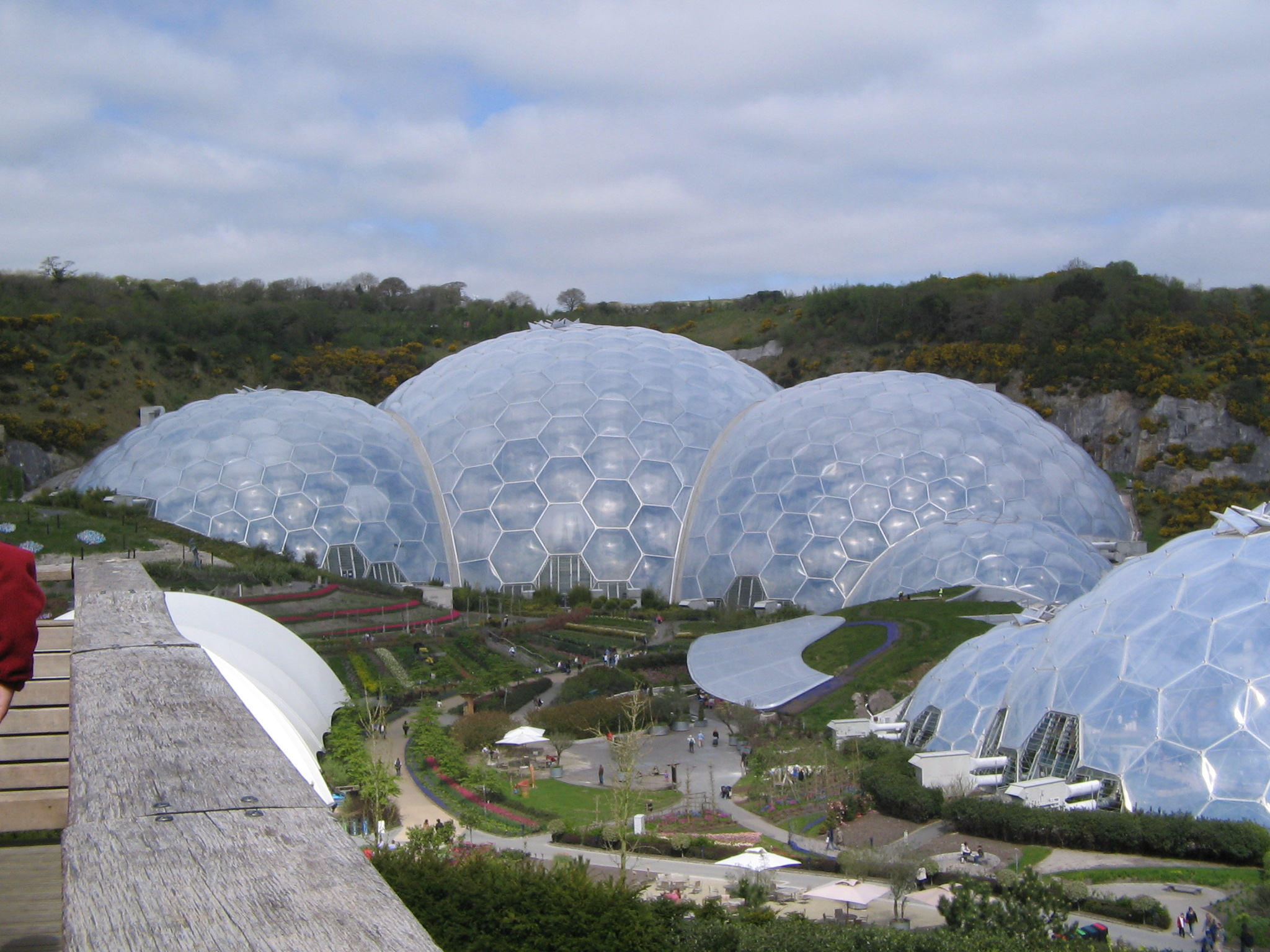
Eden project

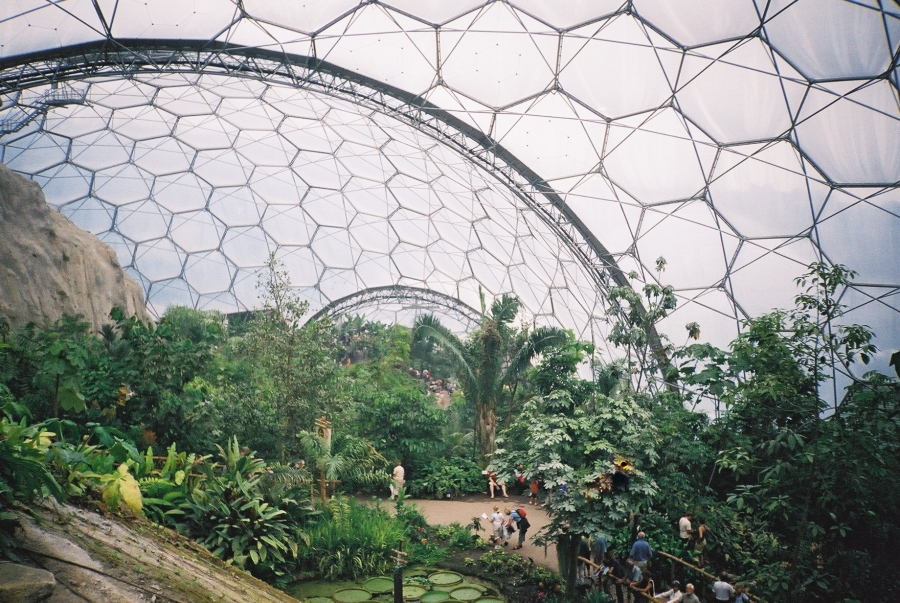
Interiér jedné z kopulí

Eden Project je veřejná atrakce v anglickém Cornwallu, ve Spojeném království. Uvnitř umělých biomů jsou rostliny, které jsou shromažďovány z celého světa. Eden Project se nachází v upraveném kaolinitovém povrchovém dolu, který se nachází 2 km (1,2 míle) od města St Blazey a 5 km (3 míle) od většího města St Austell. Zahrada měla v první fázi budování rozlohu 12 ha, náklady zhotovení byly 86 milionů liber. V roce 2007 byly náklady na údržbu 670 liber na metr čtvereční atrakce.

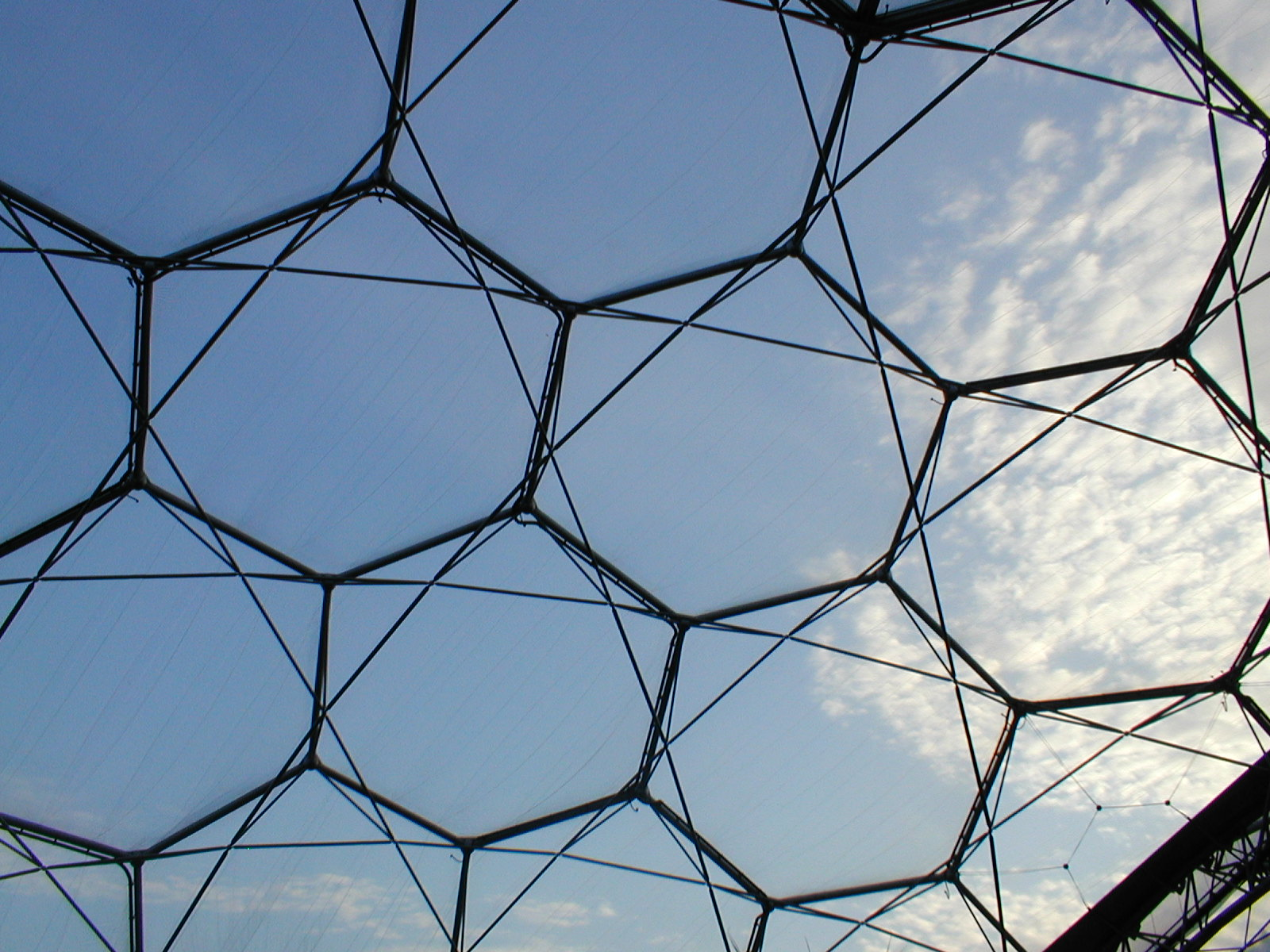
Hexagonální struktury viděné z interiéru.

Komplexu budov dominují dva velké uzavřené celky, které se skládají z přiléhajících geodetických kopulí, kde jsou pěstovány tisíce druhů rostlin. Každá z menších částí napodobuje přírodní biom. Kopule se skládají ze stovek šestihranných a pětibokých, nafouknutých, plastových buněk na ocelových rámech. První z menších částí napodobuje tropické prostředí a druhá středomořské prostředí.

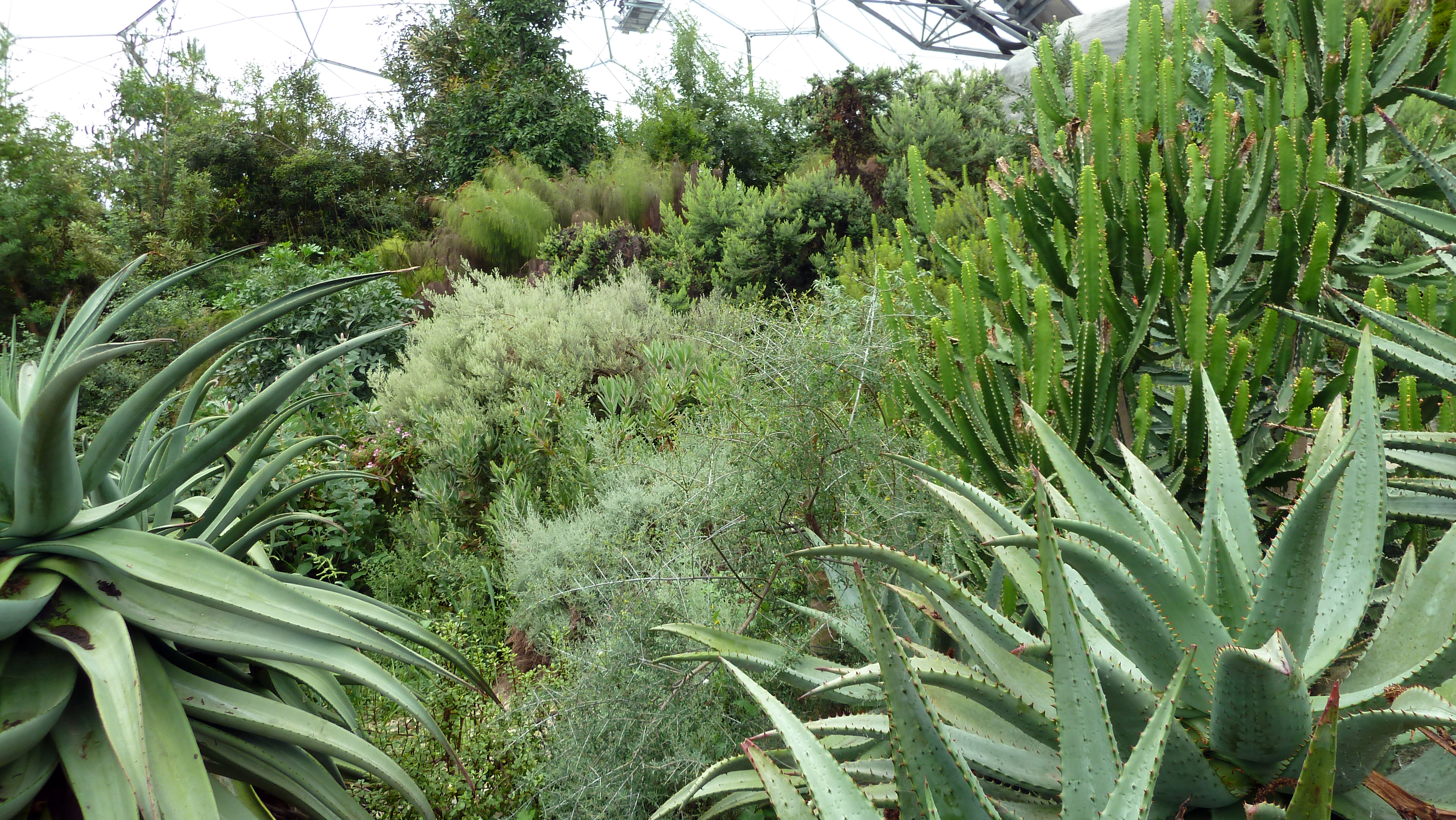
Středomořský biom.

## Návrh a konstrukce
Projekt byl koncipován Timem Smitem a navržen architektem Nicholasem Grimshawem a inženýrskou firmou Anthony Hunt and Associates (nyní součást Sinclair Knight Merz). Davis Langdon řídil projekt, Sir Robert McAlpine a Alfred McAlpine řídil konstrukční práce, společnost MERO navrhla a vytvořila biomy a Arup Group Limited byl návrhářem obsluhy a údržby, ekonomický konzultant, inženýr životního prostředí a dopravní inženýr. Poradci využívání půdy řídili hlavní plán a krajinářský design. Projekt byl vytvářen 2,5 roku, postaven a otevřen pro veřejnost byl dne 17. března 2001.

## Vzhled
Na přitažlivosti má celku dodat klikatá cesta s výhledem do dvou biomů, vysazené krajiny, včetně zeleninové zahrady a sochy - obří včela a tyčící se robot, vytvořený ze starých elektrospotřebičů.

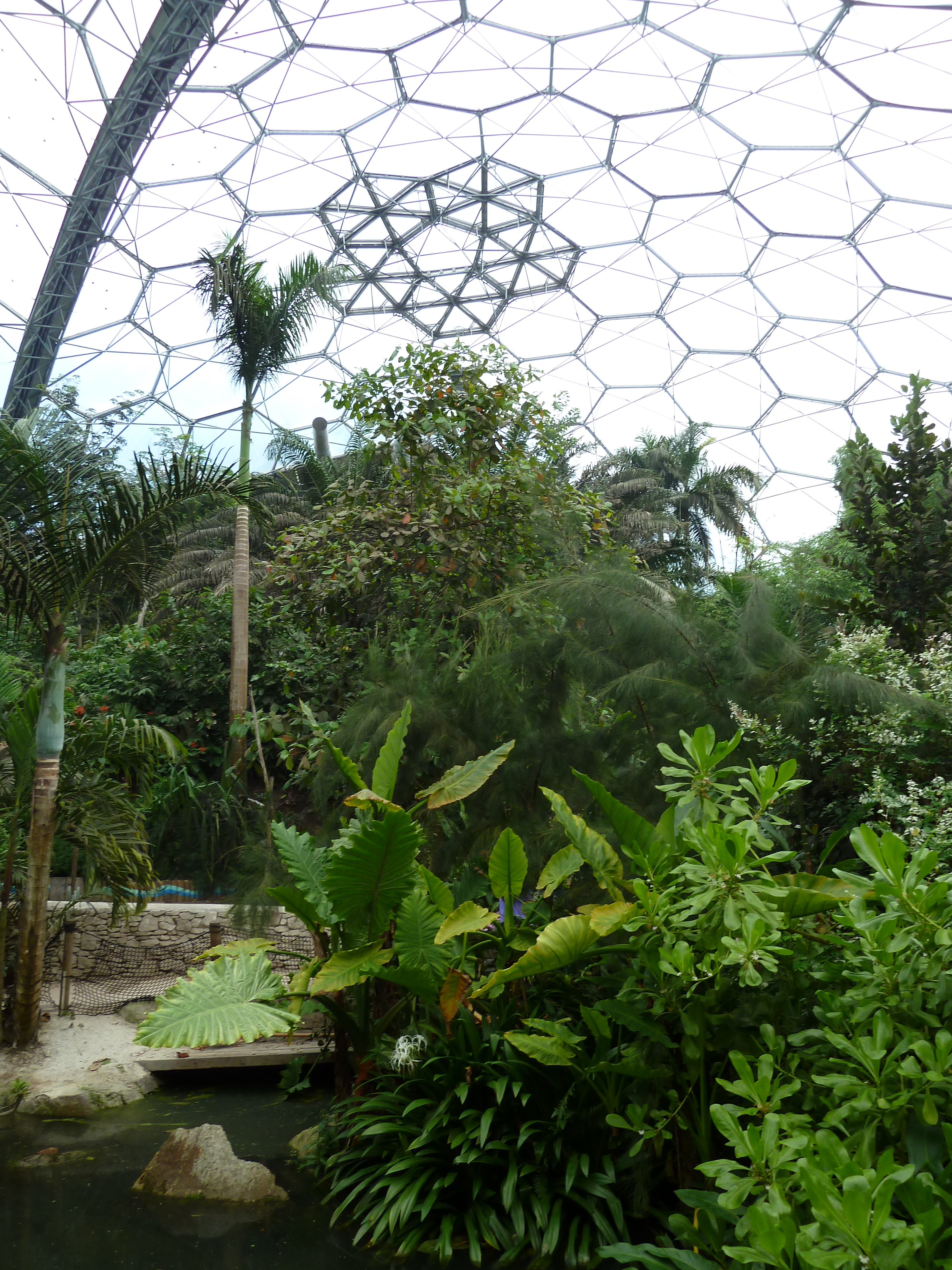
Tropický biom.

## Biomy
Ve spodní části původní těžební jámy jsou dva kryté biomy
- Tropický biom pokrývá 1,56 ha (3,9 akrů) a měří 55 metrů (180 stop) do výšky, 100 m (328 stop) do šířky a 200 m (656 stop) do délky. Je určen pro tropické rostliny, jako plodící banánovníky, kávu, kaučukovníky a obří bambusy. Je zde udržována tropická teplota a vlhkost.
- Středozemní biom zahrnuje 0,654 ha (1,6 akrů), je 35 metrů (115 stop) vysoký, 65 m (213 stop) široký a 135 m (443 stop) dlouhý. Jsou zde pěstovány rostliny z mírného a suchého klimatu, jako jsou olivy a vinná réva a nachází se zde různé sochy.

Venkovní biom (který není krytý) ukazuje mírné oblasti světa, s rostlinami jako je čajovník, levandule, chmel, konopí a slunečnice. Kryté biomy jsou vyrobeny z dutých profilů, ocelových trubek (hex-tri-hex). Většina šestihranných externích obkladových desek je vyrobena z termoplastu ETFE. Sklo nebylo možné použít, kvůli jeho váze a potenciálního rizika. Opláštění panelů bylo vytvořeno z několika vrstev tenké UV záření propustné ETFE fólie. Tyto fólie jsou utěsněny kolem obvodu a nafouknuté vytváří velký polštář. Výsledný polštář působí jako tepelná deka na strukturu. ETFE materiál je odolný vůči většině skvrn, které lze jednoduše smýt v dešti. I když je ETFE je náchylné k proražení, fólie mohou být snadno opraveny ETFE páskou. Struktura je zcela samonosná, bez vnitřních podpěr, a má podobu geodetické struktury. Panely se liší ve velikosti, dosahují až 9 m (29,5 stop) v průměru u největších v horní části konstrukce. ETFE technologie byla dodávána a instalována firmou Vector Foiltec, která je také zodpovědná za průběžné udržování pláště. Ocelový rám a obklady byly navrženy, dodány a instalovány MERO (UK) PLC, která také společně vyvinula celkovou geometrii schématu s architektem, Nicholasem Grimshawem & Partners. Celý stavební projekt byl řízen McAlpine Joint Venture.

## Core
Core (Jádro) je nejnovějším přírůstkem do komplexu a bylo otevřeno v září 2005. Poskytuje Eden Project vzdělávací zařízení, zahrnující učebny a výstavní prostory, které pomáhají vyjádřit ústřední poselství Eden Project, jako vztah mezi lidmi a rostlinami. Proto si stavba vzala inspiraci ze světa rostlin, což je nejvíce patrno z podoby vystupující dřevěné střechy, která dává budově výrazný tvar.
Grimshaw vyvinul geometrii střechy kryté mědí ve spolupráci se sochařem, Peterem Randall-Page, a Mikem Purvisem ze SKM Anthony Hunts. Geometrie je odvozena z fylotaxe, jenž je matematickým základem pro téměř všechen růst rostlin. "Protichůdné spirály" byly nalezeny v mnoha rostlinách, jako jsou semena v plodenství slunečnice, šiška, nebo ananas. Měď byla získána z druhotných zdrojů a Eden Project pracuje s Rio Tinto, aby prozkoumal možnosti podporovat další využití druhotných surovin, což by umožnilo uživatelům, aby nebyly kovy těženy neeticky. Servisní práce a akustické, mechanické a elektrické inženýrské práce byly provedeny Buro Happoldem.

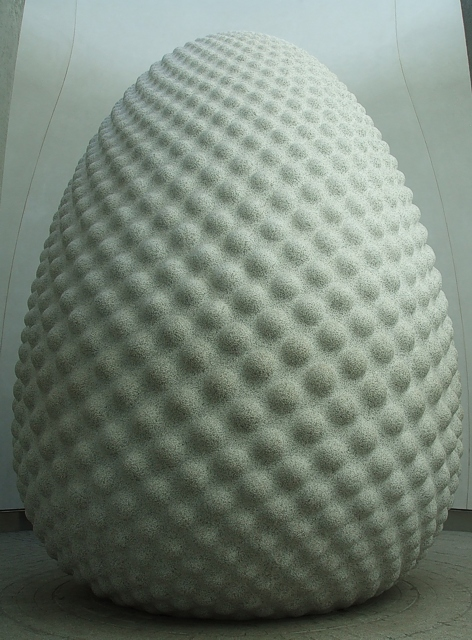
The Seed

## Seed
Jádro je také místo, kde se uskutečňují umělecké výstavy v průběhu celého roku. Je zde trvalá instalace "Seed" (Semeno) Petera Randall-Page. Seed se podobá vejčitému kameni, v němž je popisován základ růstu rostlin složitými vzory založenými na geometrických a matematických zásadách.

## Environmentální vliv
Eden Project se věnuje environmentální výchově se zaměřením na vzájemnou závislost rostlin a lidí. Rostliny jsou označeny, je popsáno jejich léčebné použití. Velké množství vody potřebné k vytvoření vlhkých podmínek v Tropical biom a slouží na toaletách, jsou hygienicky nezávadnou dešťovou vodu, které by se hromadila na dně lomu. Voda z vodovodu je používána pro mytí a vaření. Komplex také používá zelený tarif za elektřinu – energie pochází z jedné z mnoha větrných turbín v Cornwallu, která byla jednou z prvních v Evropě.
Sporně, jedna ze společností, která je v současné době partnerem Eden Project, je britská těžařská společnost Rio Tinto Group. Rio Tinto by měla zahájit těžbu oxidu titaničitého na Madagaskaru. Tato těžba bude zahrnovat odstranění velké části pobřežního lesa, a může způsobit značné škody na unikátní biologické rozmanitosti madagaskarských rostlin a živočichů.
V prosinci 2010 získal Eden Project povolení ke stavbě geotermální elektrárny, která bude generovat cca 4 MWe, tedy dostatek pro zásobování Eden Project a asi 5000 domácností.

## Historie

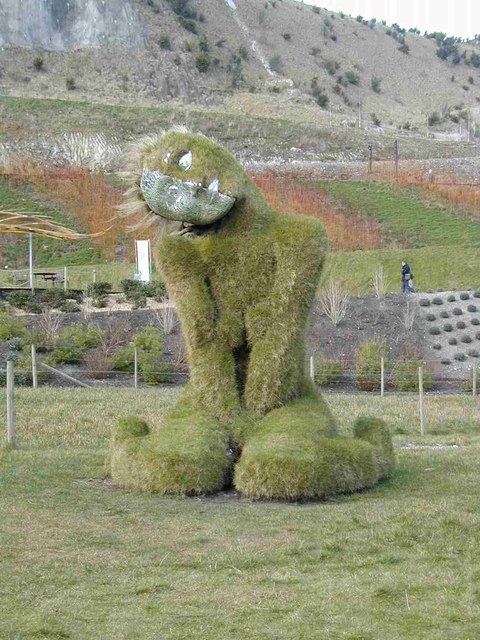
Socha 'Eve' (Eva) vyrobená ze zeminy.

Povrchový důl, ve kterém je Eden Project umístěn, byl používán více než 160 let. V roce 1981, byl důl byl použit BBC jako kulisa, jako povrch planety Magrathea v televizním seriálu Stopařův průvodce po Galaxii (1981). V polovině devadesátých let 20. století bylo ale ložisko vyčerpáno.
Od listopadu 2009 je větší část muzea přístupná prostřednictvím Google Street View.